# トンスル
トンスル（朝: 糞酒/똥술、英: Ttongsul）は、人糞を使った朝鮮半島（韓国・北朝鮮）の薬用酒。韓方薬。かつては人糞を乾燥させ粉末をヤインゴン（野人乾/야인건）、それを煎じたものをヤインゴンス（野人乾水/야인건수）と呼んでいた。
李氏朝鮮の医書である『東医宝鑑』は、鳥肉や獣肉で食中毒になった時は人糞汁、 毒キノコ中毒には人糞一升、重病者に人糞を食べさせることが秘宝とされていた。 朝鮮の歌歌いは、喉のために人糞を濾過した糞水を飲んでいた。
トンスルは朝鮮半島内の地方によって作り方に差異がある一種の民間療法であり、「骨折・打撲・腰痛に効果がある」と信じられた伝統酒として嗜まれきた。韓国では1960年代中盤からの経済発展以降は次第に飲む人が減ってきているため、2010年代には若い世代には廃れかけている。2017年の現代ドラマで娘が怪我させた人のお見舞いに親が治療薬として持ってきて、知らずに飲まされた若い人がショックを受けて寝込むも目が覚めると怪我が全快する描写がなされている。2013年には製造動画が取材され、2020年には嫌悪食博覧会に展示された。

## 製法
様々な製法が伝えられている。

## 朝鮮半島における人糞の水薬

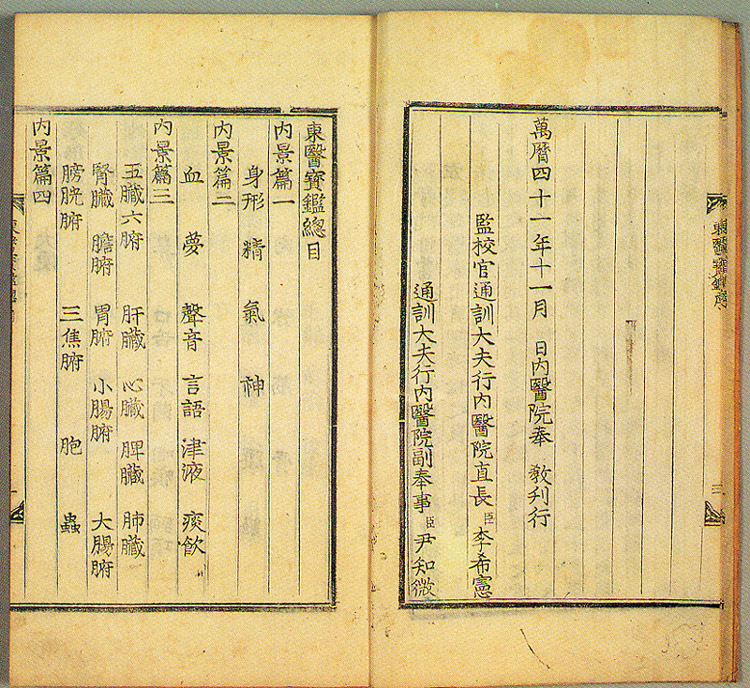
破棺湯（野人乾水）の製法が載せられている『東醫寶鑑』（ユネスコ世界記録遺産に登録されている）

生薬では人（またはその他の動物）の大便・小便が薬または薬の原料として一般的に用いられるが、中国から中国医学が伝わった朝鮮半島でも、人糞を使った水薬として用いていた。それは「破棺湯」またの名を「野人乾水」というもので、熱病で発狂したときに飲むべしとされ、乾燥させた人糞を焼き、水に溶かしたものである。人糞を乾燥させ粉末にしたものを「ヤインゴン（野人乾/야인건）」と呼び、それを煎じたものを「ヤインゴンス（野人乾水/야인건수）」と呼ぶ。「傷寒発狂」という重い症状（現代で言えば腸チフス等からくる循環器系疾患および意識障害）の時にも用いる三番目に厳しい薬で、ちなみに（発狂を治す）最も厳しい治療法は火の中に顔を突っ込んで鼻の穴から炎を吸い込むという火却法。15 - 16世紀に李氏朝鮮時代の女医・大長今が、第11代朝鮮国王・中宗に解熱剤として処方したことで知られる。
また朝鮮では、民間療法としてヒトに由来する生薬を多く用い、人糞を薬用としてきた。『東医宝鑑』によると、「肉を食べて中毒になった時、人糞汁を飲食させればよい」と書いてあり、「毒キノコ中毒になった時、人糞を一升食べさせる」と書かれてあり、朝鮮の昔の歌手がのどを通すために人糞水を飲んだという話も伝わっている。
日韓併合時代の朝鮮の風俗を蒐集した今村鞆の『朝鮮風俗集』には、二日瘧の治療として「人糞を黒飴に包み三日間夜霧にさらした丸薬を飲む」、腫れ物の対処として「人糞に塩を混ぜて貼る」、チフス（熱病）の治療として「人糞を瓦に塗って熱して水に入れその水を飲む」、虫歯の対処として「人糞を焼いて歯に含む」などの人糞療法の記録が残っている。

## 21世紀以降のトンスル
- 2009年7月31日、トンスルを紹介する記事をロケットニュース24（β）が配信した[12]。それによると、韓国に嫁いだ日本人女性のブログを紹介し、嫁ぎ先でトンスルに出会い「うんこ酒」という漢方に困惑した様子が記載され、記事では「特に韓国の田舎では愛飲されているようである」とされた[12][2]。

- 2012年11月9日、ロケットニュース24では半年間に渡る極秘の調査でトンスルの秘密の売人を発見し購入。トンスルは現在の韓国でも製造がされていること、店では買えず事前の注文でトンスル販売員から直接買えることなどを報じた[14]。ロケットニュース24が取材した製法では、子供の便を250℃の電気オーブンで30分間焼くため隣近所に悪臭が匂い、それを朝鮮人は韓方や韓薬と呼称する漢方薬と猫の骨とともに最低2ヶ月間酒に漬け込み、茶色の液体が完成するという。女優の千絵ノムラが実際にトンスルを飲む動画が公開された[21]。2012年12月28日には、ガールズエアバンド「ドッペルゲンガー」のメンバーである北條まみ、加藤遥、小田あさ美、由井香織、加藤桃子の5人に、原料を秘匿して飲ませて感想を聞いた記事を掲載した[22]。

- 2013年8月17日にVICE Japanは、ウチダ・ユカ記者が李昌洙医師を取材し、目の前でつくってもらったトンスルを飲んでみたが、帰りに嘔吐してしまう、という内容の記事と動画を公開している[23]。同20日には英紙デイリー・メールが[1]、同22日には中国の環球時報が香港の文匯報を引用して[15]、同23日には中国の広州日報（中国語版）もデイリー・メールを引用して、それぞれ報道している[24]。
- 2017年の韓国ドラマでJTBCドラマ歴代最高視聴率を記録した「力の強い女ト・ボンスン」[25]の中で、ヒロインが怪我を負わせてしまった人達が入院している病院に、ヒロインの母（ソウル特別市道峰区出身。同地は日本で例えると世田谷区＋目黒区の一部[26]）が彼等へのお見舞いでトンスルを持参したシーン（第10話）、トンスルを飲んだ精神的ショックで寝込んでしまったが目が覚めると怪我が治癒したシーン（第11話）がある[11]。
- 2020年にはスウェーデンの嫌悪食博覧会に展示された[6][7][8][9][10]。